# Lotononis benthamiana
Lotononis benthamiana är en ärtväxtart som beskrevs av Dummer. Lotononis benthamiana ingår i släktet Lotononis och familjen ärtväxter. Inga underarter finns listade i Catalogue of Life.